# LaserLight
«LaserLight» —en español: «Luz de láser»— es una canción interpretada por la cantante británica Jessie J, con la colaboración del disc jockey francés David Guetta, perteneciente al álbum Who You Are en su edición de lujo. Fue escrita por Jessie J, The Invisible Man, David Guetta, Giorgio Tuinfort y Frederic Riesterer, mientras que su producción estuvo a cargo de estos tres últimos. Días previos al lanzamiento del vídeo, la cantante mostró un adelanto de este en el programa The Voice U.K. Además, la canción alcanzó la cuarta posición de la lista UK Singles Chart, lo que convirtió a Jessie en la primera cantante británica en tener seis sencillos top 10 de un mismo álbum.
La canción recibió comentarios polarizados por parte de los críticos, algunos diciendo que es «un esfuerzo medio» por parte de Jessie y Guetta y que también puede ser llamada «Titanium» 2.0. La cantante ha interpretado el tema en distintos lugares. El 5 de mayo de 2012 lo interpretó en el programa de televisión The Graham Norton Show. También lo presentó en el Capital FM's Summertime Ball el 9 de junio del mismo año.

## Antecedentes y composición
El 10 de noviembre de 2011, se publicó en Internet un adelanto de la canción con una duración de treinta segundos. El 17 de febrero de 2012, Jessie dio una entrevista a la radio británica BBC Radio 1, en donde confirmó que «LaserLight» sería el próximo sencillo de Who You Are. «LaserLight» se lanzó oficialmente como sencillo el 7 de mayo de 2012 en descarga digital. La canción fue escrita por Jessie J, The Invisible Man, David Guetta, Giorgio Tuinfort y Frederic Riesterer, mientras que su producción estuvo a cargo de estos tres últimos. El tema tiene un ritmo dance-pop con una letra optimista y brillante en el verso «you make me feel good, you make me feel safe, you make me feel like I could live another day» —en español: «Tú me haces sentir bien, me haces sentir segura, me haces sentir como si pudiera vivir otro día»—. De acuerdo con la partitura publicada en Musicnotes, la canción tiene un tempo allegro de 128 pulsaciones por minuto y está compuesta en la tonalidad si mayor. El registro vocal de Jessie se extiende desde la nota fa♯3 hasta la mi♯5.

## Recepción

### Comentarios de la crítica

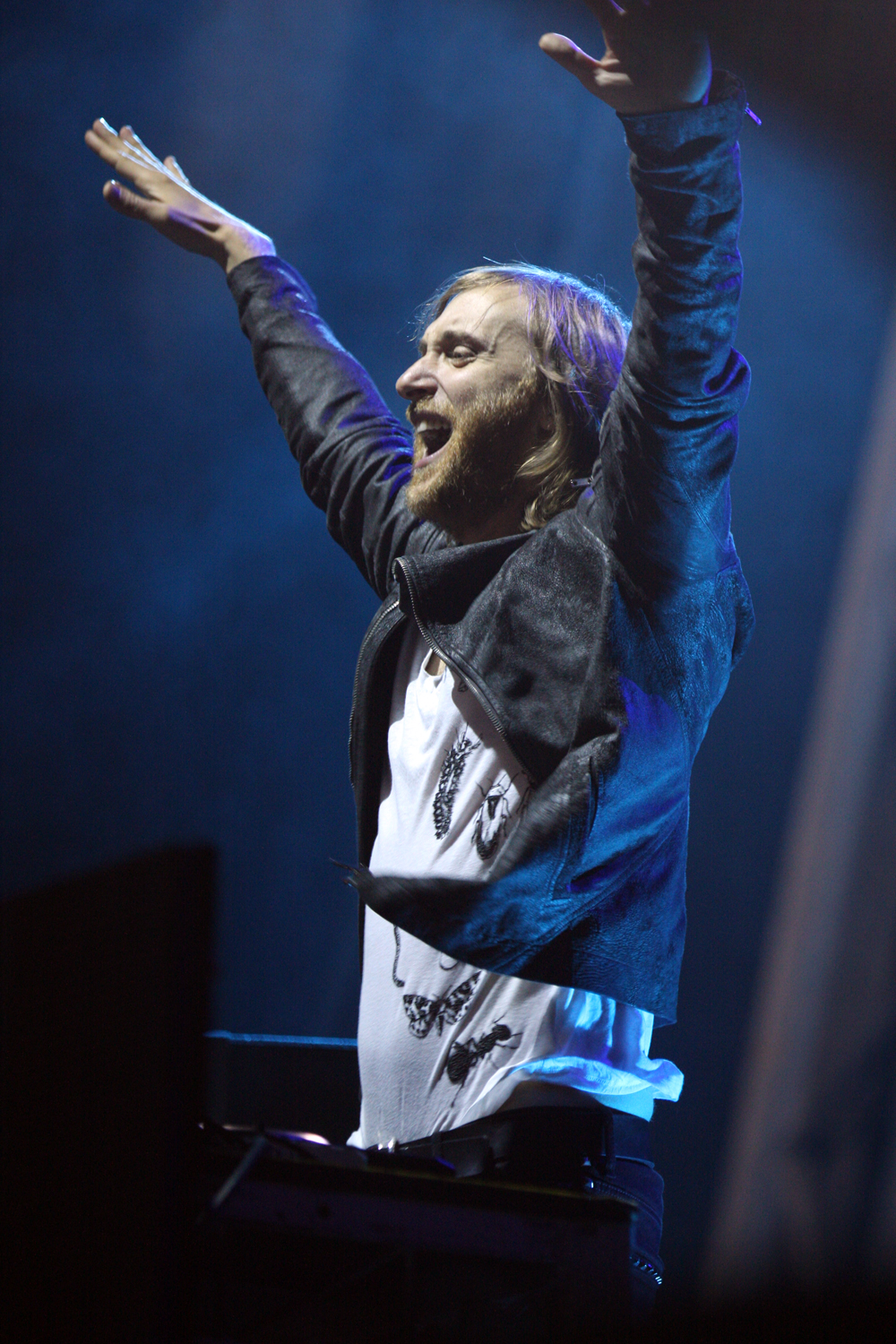
David Guetta, quién mostró su apoyo para colaborar en la canción.

«LaserLight» recibió comentarios polarizados por parte de los críticos. Robbie Daw del sitio Idolator comentó que el tema era «el claro ganador» entre las nuevas canciones incluidas en Who You Are. Por otro lado, el sitio web Sweets Lyrics elogió la voz de la cantante en la pista. Tyrell Music de Homorazzi comentó el tema solo es «un esfuerzo medio» por parte de Jessie y Guetta. El sito This Goes In publicó una reseña positiva acerca del tema, agregando que «definitivamente suena como si se hubiese dejado en el estudio de grabación de Nothing But the Beat. Aun así es una pista muy buena». Pip Elwood de Entertainment Focus escribió una reseña positiva y dijo que la canción «muestra un lado completamente diferente de Jessie, con el ritmo de discoteca de David Guetta, que aporta el trasfondo perfecto para que la voz de Jessie repose, en forma similar a "When Love Takes Over" con Kelly Rowland». Jermy Leeuwis de Music Remedy la calificó con dos estrellas y media y agregó que «tengo que admitir que es muy bonita». Mattgotya de Itemvn dijo que «"LaserLight", que puede también ser denominado como "Titanium" 2.0, es una canción optimista, con el mejor ritmo dance-pop, en la que Jessie J compara a un nuevo amor con las luces láser de las discotecas».

### Recibimiento comercial
«LaserLight» contó con una recepción mediana en las listas musicales del mundo. En el Reino Unido, dio un saltó de veintiséis posiciones en la semana del 28 de abril de 2012, lo que hizo que se ubicara en el quinto puesto de la lista UK Singles Chart. Con esto, Jessie se convirtió en la primera cantante británica en la historia en tener seis sencillos top 10 en la lista. Por otro lado, en Irlanda alcanzó la novena posición en la lista Irish Singles Chart tras debutar en el puesto veintiocho una semana antes. En Escocia, alcanzó la cuarta posición en el conteo Scottish Singles Chart, solo siendo superado por «Call Me Maybe» de Carly Rae Jepsen, «We Are Young» de Fun con Janelle Monáe y «Can't Say No» de Conor Maynard, respectivamente. En Nueva Zelanda, aún sin ser lanzado como sencillo, llegó al puesto diecinueve de la lista New Zealand Singles Chart y se mantuvo ocho semanas dentro de ella, mientras que en Australia alcanzó la posición cuarenta y ocho. En Eslovaquia, debutó en la posición ochenta y nueve y tardó dieciséis semanas en alcanzar su posición más alta, la decimosexta, tres semanas después salió de la lista.

## Promoción

### Vídeo musical
El vídeo musical del tema fue dirigido por el director británico Emil Nava, quien anteriormente había dirigido otros trabajos visuales de la intérprete. Su estreno mundial se llevó a cabo el 9 de abril de 2012 a través de la cuenta oficial de VEVO de la cantante en el sitio web YouTube. Este comienza con Jessie llegando a una discoteca en un auto de color azul. Al comenzar el estribillo de la canción, ella aparece en una habitación oscura llena de láseres azules para posteriormente comenzar a bailar al ritmo de la música. Mientras transcurre el videoclip, se observan escenas intercaladas que muestran a la intérprete bailando en un salón de vestuario y en una sala solitaria. En una de estas escenas, aparece una botella de Vinaminwater, producto que promociona Jessie. Finalmente, el vídeo termina con una gran fiesta en una discoteca llena de láseres multicolores. A pesar de que David Guetta es el artista colaborador del tema, este no aparece en el vídeo. El videoclip contó con una recepción mediana por parte de los seguidores de Jessie, varios comentaron que les gustaba, pero que no era el estilo habitual de la cantante. Por su parte, Amy Sciarretto de PopCrush comentó que «Jessie es increíblemente animada, usando sus manos, su cara, su boca y sus ojos para expresarse».

### Interpretaciones en vivo
El 5 de mayo de 2012, Jessie interpretó la canción por primera vez en el programa de televisión The Graham Norton Show. Luego, lo presentó en el Capital FM's Summertime Ball el 9 de junio del mismo año. El 22 de septiembre de 2012, la volvió a interpretar en el iTunes Festival, un festival organizado por iTunes cada año en el que los artistas pueden dar conciertos enteros. La cantante inició con su sencillo debut «Do It Like a Dude» y continuó con «Rainbow». Después, tomó un descanso para contar un pequeño fragmento de su libro biográfico Nice To Meet You y cerró interpretando «LaserLight» y «Domino». Durante todo el concierto, solo usó un conjunto de ropa negra con un velo.

## Posicionamiento en listas

### Semanales
| Australia         | Australian Singles Chart  | 48 |
| Bélgica (Flandes) | Ultratop 50               | 50 |
| Bélgica (Valonia) | Ultratip 50               | 8  |
| Escocia           | Scottish Singles Chart    | 4  |
| Eslovaquia        | Radio Top 100 Chart       | 16 |
| Irlanda           | Irish Singles Chart       | 9  |
| Nueva Zelanda     | New Zealand Singles Chart | 19 |
| Reino Unido       | UK Singles Chart          | 5  |

### Certificaciones
| País        | Organismo certificador | Certificación | Unidades certificadas | Ref.   |
| ----------- | ---------------------- | ------------- | --------------------- | ------ |
| Reino Unido | BPI                    | Plata         | 200 000               | [ 30 ] |